# ایفکه مولدر
ایفکه مولدر (انگلیسی: Eefke Mulder؛ زادهٔ ۱۳ اکتبر ۱۹۷۷) بازیکن هاکی روی چمن اهل هلند بود.